# Victor Servranckx
Pour les articles homonymes, voir Servranckx.
Victor Servranckx né le 26 juin 1897 à Diegem et mort le 11 décembre 1965 à Vilvorde est un artiste peintre belge et sculpteur.
Pionnier de l'avant-garde picturale en Belgique, il est l'un des seuls artistes belges qui se soit illustré dans l'art abstrait jusqu'à sa mort. Il a également réalisé des sculptures abstraites au début de sa carrière et a travaillé comme architecte durant quelques années. 

## Biographie
Depuis son enfance, Victor Servranckx dessinait et sculptait des formes abstraites. Il disait lui-même que cet attrait pour les arts plastiques provenait de sa mère qui peignait volontiers, et dont les trois frères étaient peintres et décorateurs. Après avoir étudié dans une école de village à Diegem, il poursuivit sa formation au Kleine Seminarie d'Hoogstraten. Il y devint un fervent défenseur des droits des Flamands car on ne pouvait pas s'exprimer en flamand tous les jours. Il débuta ses années secondaires à Bruxelles à l'institut Broeders van de Christelijke Scholen. (Frères des écoles chrétiennes).  Il y étudia le français et y obtint un diplôme de géomètre en 1913. 
En 1913, il entra à l'Académie des Beaux-Arts de Bruxelles et il y resta jusqu'en 1917, année durant laquelle il obtint de grand prix de l'Académie. Ses professeurs, notamment Constant Montald et Adolphe Crespin, considéraient l'artiste comme particulièrement prometteur. Selon Servranckx, son séjour à l'Académie le mit en contact avec des œuvres qui eurent une certaine influence sur sa carrière, comme les primitifs flamands ou l'art africain traditionnel. En 1915, Servranckx réalisa selon ses dires le premier collage abstrait, réalisé en partie à partir de gouache.
Cette formation artistique ne plaisait pas à son père. C'est pourquoi Servranckx travaillait chaque après-midi comme dessinateur dans la firme de papier peint Peeters-Lacroix où son père travaillait comme chef de bureau. Il y dessinait des motifs figuratifs dans un style Art déco. Il fut promu dessinateur en chef entre 1917 et 1925. À partir de 1922, René Magritte travailla avec lui à la réalisation des motifs de papier peint. 
En 1917, grâce à l'aide du Raad van Vlaanderen, il forma un groupe d'artistes flamands — composé notamment de Prosper de Troyer ou Felix De Boeck — qui souhaitait donner un souffle nouveau au groupe Doe Stil voort (« poursuit tranquillement ta route »), mais cette association cessa en 1918.
À la même période, Servranckx put exposer  grâce à la recommandation de son ancien professeur Crespin des œuvres abstraites à la galerie George Giroux à Bruxelles. Michel Seuphor dira « Ce fut la première manifestation de l'art abstrait en Belgique ». Cependant, il n'y eut aucune vente et peu de réactions auprès du public.
En 1921, l'artiste réalisa la sculpture abstraite Opus 1. Cette sculpture représente une sphère ouverte en partie dans laquelle il y a une plus petite sphère et un trou en forme de sphère. L'écrivain Jean-Xavier Franc la décrivit comme étant « un globe qui comme la vérité éclot pour laisser naître un nouvel environnement ». Servranckx en a réalisé plusieurs versions en bronze et en plâtre. 
En 1922, l'artiste écrivit avec René Magritte le manuscrit L'Art pur : défense de l'esthétique, qui ne fut jamais publié. Ils y décrivaient le sujet d'une peinture comme devant être « logique, économique, et précisément construit ». L'étonnement du spectateur doit venir de « l'arrangement des lignes, formes et couleurs ». Peu après, Magritte prit ses distances avec l'abstraction.

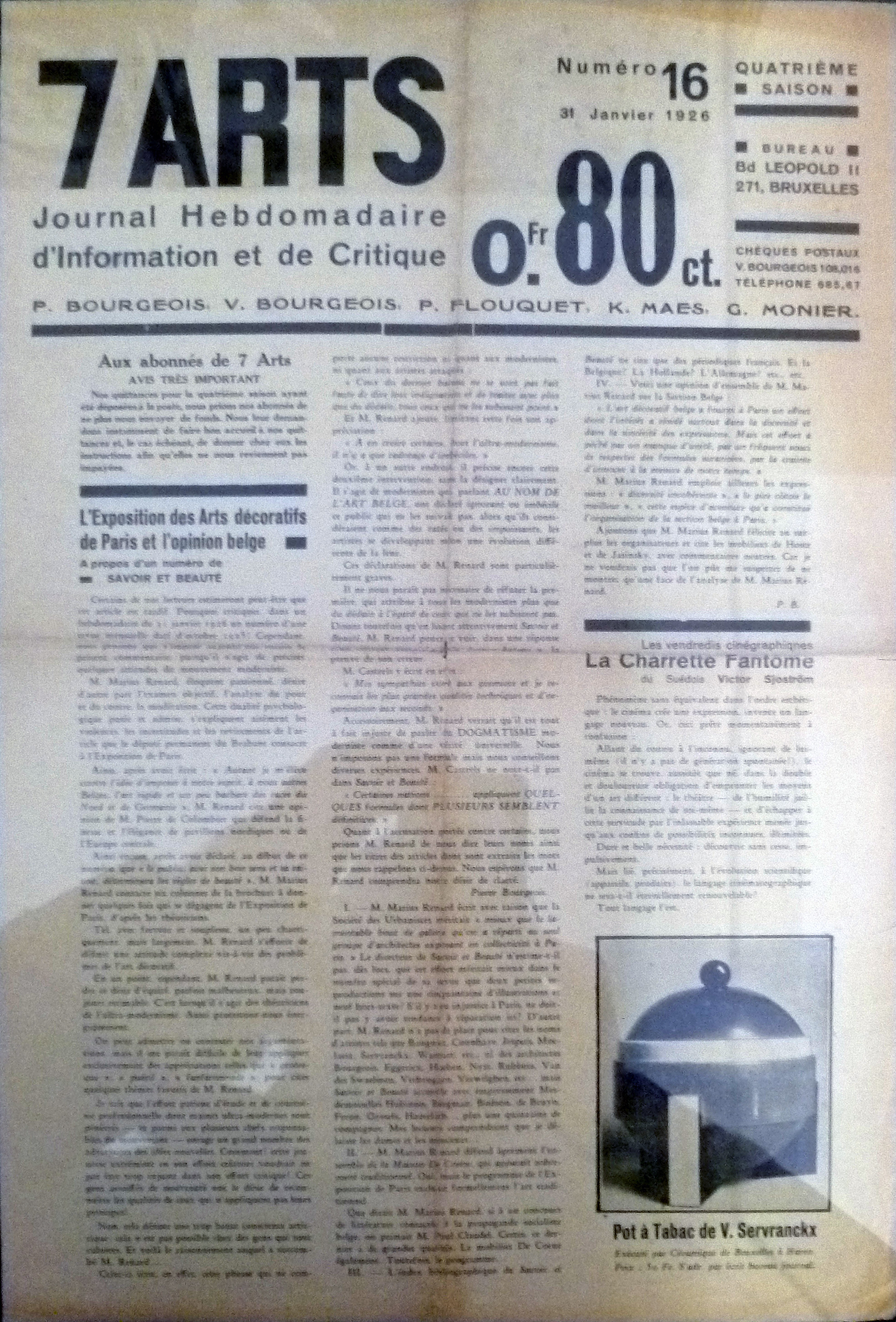
7 arts, janvier 1926. Illustration de Victor Servranckx.

Durant ses études à l'Académie, Servranckx se lia aussi d'amitié avec Karel Maes et Pierre-Louis Flouquet. Ils fondèrent la revue constructiviste 7 Arts qui prônait un renouveau dans l'art. 
Dans les années 1920, l'artiste évolua de la figuration à l’abstraction sous l'influence des futuristes italiens et du purisme français. Il a également assisté à des conférences de Theo van Doesburg, fondateur du mouvement artistique De Stijl. Servranckx fut l'un des premiers artistes abstraits de Belgique. Cette transition mena à une tendance constructiviste dans son œuvre. Ses tableaux se composaient alors de formes géométriques lisses et épurées et de structures symétriques dans une palette de couleurs primaires, en combinaison avec du gris, du noir, du blanc. L'artiste définissait alors l'art abstrait comme étant « la captation de formes qui ne sont pas réalistes mais qui sont parfaites et vraies ». Dans ces œuvres abstraites, il souhaitait porter aux nues les progrès techniques du monde industriel. Durant cette période, il donnait des noms plutôt neutres à ses tableaux, comme Opus, suivi d'une année ou d'un numéro de série. Il donnait comme raison que comme artiste, il n'avait pas le droit d'apposer son nom sur une œuvre qu'il avait reçue et seulement transmise. Il se considérait lui-même comme une « antenne aux sens affûtés qui capte des images, comme un canal le long duquel des images se créent ». 
Ayant reçu la reconnaissance de ses pairs, il est nommé membre correspondant de l'Académie royale flamande pour les sciences, les lettres et les beaux-arts de Belgique, professeur de l'école des arts industriels d'Ixelles et membre de la Commission nationale des artisans et des industries d'art auprès du ministère des Affaires économiques. 
À la suite de son décès le 11 décembre 1965, il est inhumé au cimetière de Diegem.

## Œuvre
Proche du purisme et de Fernand Léger, ses œuvres abstraites portent souvent des numéros d'opus. Inspirées de la géométrie du monde industriel, elles suggèrent souvent un univers de machines et de rouages peints avec une gamme de couleurs ocre parfois rehaussées de détails aux couleurs vives.
Certaines de ses peintures sont reproduites dans la revue Phantomas.

## Expositions
Rétrospectives :
- 1947 : Palais des Beaux-Arts, Bruxelles ;
- 1989 : musée royal d'Art moderne, Bruxelles ;
- 2012 : musée d'Art à la mer, Ostende.

## Distinctions
- Grand Prix de l'Académie royale des Beaux-Arts de la ville de Bruxelles ;
- Officier de l'ordre de la Couronne ;
- Chevalier de l'ordre de Léopold.